# Kigoma

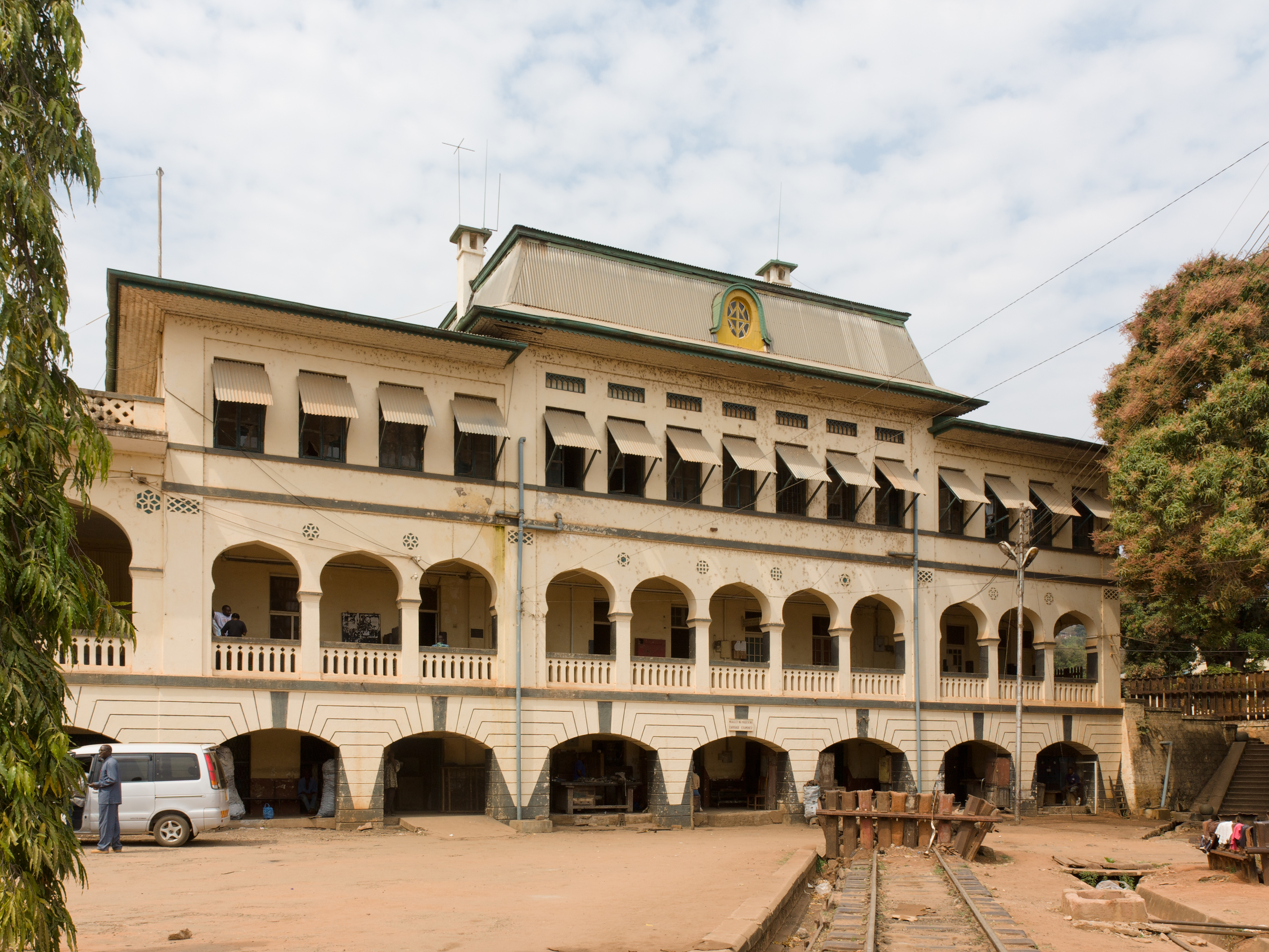
Nhà ga tàu hỏa

Kigoma là thị xã và cảng hồ ở phía tây Tanzania, bên bờ đông hồ Tanganyika và gần với biên giới với Burundi. Thị xã là thủ phủ của vùng Kigoma xung quanh và có dân số 135.234 (điều tra năm 2007) và độ cao 775 m.
Thị xã mậu dịch lịch sử Ujiji có cự ly 6 km về phía đông nam Kigoma.